# الدوري الأمريكي لكرة السلة للمحترفين 1965–66
الدوري الأمريكي لكرة السلة للمحترفين 1965–66 (بالإنجليزية: 1965–66 NBA season)‏ هو موسم من إن بي أي. أقيم خلال الفترة 15 أكتوبر 1965 وحتى 28 أبريل 1966، وأشرف على تنظيمه إن بي أي، وفاز فيه بوسطن سيلتكس.